# Peiot

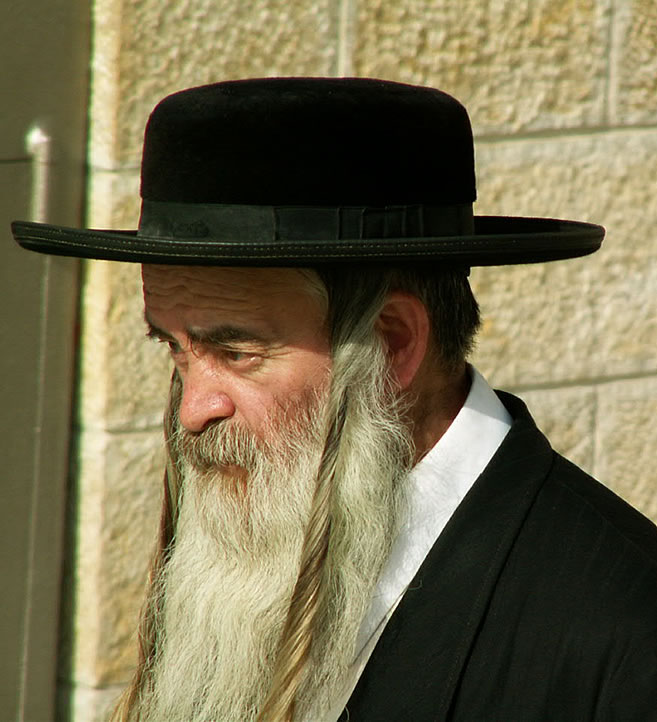
Judeu Ortodoxo com longas peiot, Muro das Lamentações, Jerusalém

Peiot (em hebraico: פאות) designa os cachos de cabelos laterais característicos dos judeus ortodoxos, que cumprem este mandamento devido à ordenança de não raspar os lados da cabeça (Levítico 19:27: "Não raparás em torno de tua cabeça, nem tirarás as bordas da tua barba").